# Bezirksklasse Thüringen 1933/34

1. FC 07 Lauscha – 1. Fußball-Bezirksmeister Thüringens 1933/34

Die Bezirksklasse Erfurt-Thüringen 1933/34 war die erste Spielzeit der Bezirksklasse Thüringen im Gau Mitte. (VI)
 Sie diente als eine von drei zweitklassigen Bezirksklassen als Unterbau der Gauliga Mitte. Die Meister der drei neuen Spielklassen qualifizierten sich für eine Aufstiegsrunde, in der jeweils zwei Aufsteiger zur Gauliga ausgespielt wurden.
Die Bezirksliga Thüringen wurde in ihrer 1. Saison in einer Gruppe mit zwölf Vereinen in einem Rundenturnier-Modus
 mit Hin-und-Rückspiel ausgetragen. Als Meister setzte sich dabei der 1. FC 1907 Lauscha mit einem Punkt Vorsprung
 vor dem FC Wacker Gera und dem FC Thüringen Weida durch und qualifizierte sich hiermit für die Aufstiegsrunde zur Gauliga Mitte 1934/35. In dieser wurde Lauscha jedoch disqualifiziert und verblieb deshalb in der Bezirks-Spielklasse.
 Der VfL 06 Saalfeld und der SV Arnoldi 01 Gotha stiegen am Saisonende in ihre zgh. Kreisklassen Ostthüringen, bzw. Wartburg ab. Ersetzt wurden sie durch das Kreismeister-Triumph-Duo: SV 04 Schmalkalden und 1. FC Sonneberg 04.

## Teilnehmer
Für die erste Austragung der Bezirksklasse Thüringen qualifizierten sich folgende Mannschaften:                 [geographisch von West nach Ost]
- Platz 1 und 3 der Gauliga Wartburg 1932/33: [der SSV 07 Schlotheim als 2. der Saison, verzichtete auf sein Aufstiegsrecht]
  - SV Wacker 07 Gotha
  - SV Arnoldi 01 Gotha

- Platz 1 und 2 der Gauliga Westthüringen 1932/33:
  -  SpVg Gelb-Rot Meiningen
  - SpVgg Zella-Mehlis 06

- Platz 3 und 4 der Gauliga Nordthüringen 1932/33: [Platz 1 und 2 waren für die Gauliga Mitte qualifiziert]
  -  SV Germania 07 Ilmenau
  - SC Stadtilm

- Platz 2 und 3 der Gauliga Südthüringen 1932/33: [Platz 1 war für die Gauliga Mitte qualifiziert]
  - SC 06 Oberlind
  - 1. FC 1907 Lauscha

- Platz 2 und 3 der Gauliga Ostthüringen 1932/33: [Platz 1 war für die Gauliga Mitte qualifiziert]
  - VfL 06 Saalfeld
  - SV 1910 Kahla

- Platz 1 und 2 der Gauliga Osterland 1932/33:
  -  FC Wacker 1910 Gera
  - FC Thüringen Weida

## Abschlusstabelle
Die Abschlusstabelle ist aus dem im Unterpunkt Quellen notierten Buch entnommen. [ Dazu erfolgten Ergänzungs-Nach-Recherchen mithilfe der erwähnten Zeitungs-Quelle.]
Gespielte Spiele: 132 / Erzielte Tore: 691

(1. Spielzeit – Saison-Beginn:  03.09.1933)

SV Arnoldi 01 Gotha – Nur eine Saison für die Grün-Weiss-„Arnoldianer“

| Pl. | Verein                  | Sp. | Tore  | Quote | Punkte |
| --- | ----------------------- | --- | ----- | ----- | ------ |
| 01. | 1. FC 1907 Lauscha      | 22  | 78:32 | 2,43  | 34:10  |
| 02. | FC Wacker 1910 Gera     | 22  | 76:37 | 2,05  | 33:11  |
| 03. | FC Thüringen Weida      | 22  | 74:43 | 1,72  | 33:11  |
| 04. | SpVg Gelb-Rot Meiningen | 22  | 74:43 | 1,72  | 24:20  |
| 05. | SC Stadtilm             | 22  | 66:53 | 1,24  | 24:20  |
| 06. | SC 06 Oberlind          | 22  | 50:61 | 0,82  | 22:22  |
| 07. | SpVgg Zella-Mehlis 06   | 22  | 44:53 | 0,83  | 21:23  |
| 08. | SV Germania 07 Ilmenau  | 22  | 65:73 | 0,89  | 19:25  |
| 09. | SV Wacker 07 Gotha      | 22  | 48:64 | 0,75  | 19:25  |
| 10. | SV 1910 Kahla           | 22  | 51:69 | 0,74  | 16:28  |
| 11. | VfL 06 Saalfeld         | 22  | 31:71 | 0,43  | 11:33  |
| 12. | SV Arnoldi 01 Gotha     | 22  | 34:92 | 0,37  | 09:35  |

## Aufstiegsrunde
In der Aufstiegsrunde (einmalig Einfache Runde) spielten die Gewinner der einzelnen 1. Kreisklassen um die beiden Aufstiegsplätze zur Bezirksklasse Thüringen 1934/35.

1. FC Sonneberg 04 – Aufstieg als Kreismeister Südthüringens 1933/34 (seit 1933, F.C. statt S.C.)

Gespielte Spiele: 15 / Erzielte Tore: 76
| Pl. | Verein                                                      | Sp. | Tore  | Quote | Punkte |
| --- | ----------------------------------------------------------- | --- | ----- | ----- | ------ |
| 1.  | SV 04 Schmalkalden (Sieger Kreisklasse Westthüringen)       | 5   | 17:60 | 2,83  | 8:2    |
| 2.  | 1. FC Sonneberg 04 (Sieger Kreisklasse Südthüringen)        | 5   | 10:80 | 1,25  | 7:3    |
| 3.  | Eintracht 08 Altenburg (Sieger Kreisklasse Osterland)       | 5   | 18:90 | 2,00  | 5:5    |
| 4.  | VfB 1910 Apolda (Sieger Kreisklasse Ostthüringen)           | 5   | 14:13 | 1,08  | 5:5    |
| 5.  | Sportring BV 1897 Erfurt (Sieger Kreisklasse Nordthüringen) | 5   | 10:12 | 0,83  | 5:5    |
| 6.  | SV 1899 Mühlhausen (Sieger Kreisklasse Wartburg)            | 5   | 07:28 | 0,25  | 00:10  |